# Aino Bergö
Aino Lillalida Bergö, född 13 januari 1915, död i 2 juli 1944, var en svensk dansare, opera- och operettsångare och skådespelare.

## Biografi
Bergö studerade balett i Stockholm. Hon var dansare i Berlin och München och medverkade i operetter i Wien. Hon hade en roll som sångare i den tyska filmen Das Frauenparadies (1936), men flyttade senare till England, där producenten Irving Asher hjälpte henne till en huvudroll i filmen Thistledown.
Hon gifte sig I Chelsea 1938 med Richard Fairey, äldste son till flygplanskonstruktören Sir Charles Richard Fairey. De skildes 1943.
Bergö dödades i juli 1944 i ett tyskt flyganfall i södra England. Hennes begravning hölls i Svenska kyrkan på Harcourt Street i London.

## Filmografi
- 1936 – Das Frauenparadies[5]
- 1938 – Thistledown[5] (British Film Institute har listat filmen som förlorad)[6]